# 11913 Svarna
11913 Svarna este un asteroid din centura principală de asteroizi.

## Descriere
11913 Svarna este un asteroid din centura principală de asteroizi. A fost descoperit pe 2 septembrie 1992 la Observatorul La Silla de Eric Walter Elst. El prezintă o orbită caracterizată de o semiaxă mare de 2,27 ua, o excentricitate de 0,16 și o înclinație de 5,0° în raport cu ecliptica.